# Bebhionn (lune)
Bebhionn, officiellement Saturne XXXVII Bebhionn (désignation provisoire S/2004 S 11), est l'un des satellites naturels de Saturne. Sa découverte fut annoncée par Scott S. Sheppard, David Jewitt, Jan Kleyna, et Brian G. Marsden le 4 mai 2005, d'après des observations faites entre le 12 décembre 2004 et le 9 mars 2005, au moyen du télescope Subaru, de 8,2 mètres.
Bebhionn a un diamètre d'environ 6 kilomètres et orbite autour de Saturne à une distance moyenne de 16 898 000 kilomètres en 820,130 jours à une inclinaison de 41° à l'écliptique (18° par rapport à l'équateur de Saturne) et avec une excentricité de 0,333. Il appartient au groupe gaulois des satellites naturels de Saturne.
Elle porte le nom de Bebhionn, géante de la mythologie celtique renommée pour sa beauté.